# Ecsed
Ecsed (rum. Ecedea) - region geograficzny na granicy Węgier (komitat Szabolcs-Szatmár-Bereg) i Rumunii (okręg Satu Mare). Region leży między rzekami Kraszna i Samosz, dopływami Cisy.
Do czasu wielkiej melioracji doliny Cisy region Ecsed był zajęty przez wielki kompleks bagien. Bagna Ecsed istniały od około 5 tysięcy lat. Zajmowały rozległe obniżenie między wysoczyzną Nyírség a Równiną Satmarsko-Berehowską, istniejące od około 12 tysięcy lat. Pod wierzchnią warstwą gleby niecka jest pokryta warstwą nieprzepuszczalnej gliny, która uniemożliwia odpływ wód i powoduje ich kumulację. Bagna Ecsed miały powierzchnię około 300 km². Zostały osuszone na przełomie XIX i XX wieku. W wyniku melioracji uzyskano ziemie uprawne, ale o niskiej wartości - zalewane wiosną i wysychające latem. Uzyskiwane plony są niskie, a koszty produkcji - wysokie. Na pozostałościach bagien uprawia się łowiectwo. Obecnie są czynione starania o ponowną zamianę regionu Ecsed w bagna - ostoję dzikiej przyrody.
Największym ośrodkiem osadniczym regionu jest miasteczko Nagyecsed na brzegu Kraszny.